# 디미트리 페터스
디미트리 페터스(독일어: Dimitri Peters, 1984년 5월 4일~)는 독일의 전직 유도 선수이다. 2012년 하계 올림픽에서 남자 하프헤비급 동메달을 획득했으며 세계 유도 선수권 대회에서 동메달 2개를 획득했다.